# Quarto Concílio de Latrão
O Quarto Concílio de Latrão (também conhecido como Quarto Concílio Laterano) foi convocado pelo Papa Inocêncio III por meio da bula Vineam domini Sabaoth, de 19 de abril de 1213, para ser celebrado, em novembro de 1215, na Basílica de São João de Latrão, em Roma. Destaca-se por ter convocado a Quinta Cruzada, definido o papel da Eucaristia na Igreja por meio da declaração do dogma da transubstanciação, da doutrina que “fora da Igreja não há salvação”, da obrigatoriedade da confissão anual, como lidar com judeus e hereges,   e de novas leis sobre a consanguinidade e o casamento. O IV Concílio de Latrão foi a maior realização do Papa Inocêncio III, e teve a maior participação de bispos de toda a Antiguidade, Idade Média e Idade Moderna, sendo o ponto mais alto e importante do papado do século XI-XIII.
O Concílio foi inaugurado no dia de São Martinho (segundo o calendário litúrgico então vigente), 11 de novembro de 1215, onde Inocêncio iniciou a primeira sessão do trono da Basílica de São João de Latrão, cátedra do papa e sinal de sua autoridade suprema. Dali emitiu seus dois primeiros sermões de abertura, que explicitaram quais matérias deviam ser deliberadas pelos padres: a nova cruzada e a reforma da Igreja. A partir daí, o Concílio teve três sessões: no próprio dia 11, e nos dias 20 e 30 de novembro.
O primeiro sermão de Inocêncio, na abertura do Concílio, em 11 de novembro de 1215 tornou-se famoso e iniciava-se com as palavras de Cristo: Desiderio desideravi hoc pascha manducare vobiscum, antequam partiar (“Desejei ardentemente comer esta Páscoa convosco, antes de partir”), e ali Inocêncio define que o Concílio tinha como principal objetivo a libertação da Terra Santa pela cruzada, e a reforma da Igreja.

## Comparecimento
Compareceram, ao Concílio 1.275 clérigos, sendo eles: 404 bispos (embora convidados, os patriarcas orientais não participaram), inclusive da Boêmia, Hungria, Polônia, Letônia e Estônia (países recentemente convertidos na Europa Oriental), 71 primazes e metropolitas, e 800 abades e priores. Além disso, também cada bispo possuía uma numerosa comitiva de eclesiásticos e leigos. O Imperador Frederico II, bem como o imperador latino do Oriente, os reis da França, Inglaterra, Aragão, Hungria, estados cruzados, comunas e todos os outros reinos cristãos enviaram representantes.
Todos os pronunciamentos e discursos feitos pelo papa e padres no Concílio eram em latim. Porém, entre os discursos havia pausas e interrupções para que seu conteúdo fosse traduzido para os leigos e nobres iletrados da sessão, de maneira, que, diz o bispo espanhol e padre conciliar Rodrigo Gumenez, “acredito que desde os tempos dos apóstolos não se escutava e nem se via escrito em parte alguma, [...] tanta variedade de idiomas e línguas”. Dentro do direito canônico medieval ficou conhecido como "o Concílio Ecumênico de Latrão", ou apenas como "o Grande Concílio". A principal razão do sucesso do Concílio e da enorme quantidade de participantes foi a situação política na Europa criada por Inocêncio, extremamente favorável à Igreja.

## Decretos e cânones conciliares
A documentação deixada pelo IV Concílio de Latrão corresponde à Epístola de Abertura de Inocêncio (com saudações aos participantes); dois sermões proferidos pelo papa na primeira sessão, de 11 novembro; 70 Cânones (isto é, novas Leis, também chamados de “Capítulos”); o Decreto sobre a Terra Santa, que convocava a Quinta Cruzada, marcando-a para 1217; e, outros 14 Decretos administrativos e políticos escritos pelo papa e confirmados pelo Concílio, como a entrega do condado de Toulouse a Simão de Monforte como resultado da Cruzada Albigense, a confirmação da condenação da Magna Carta feita no mesmo ano pelo Papa Inocêncio, e de Frederico II como novo sacro imperador, assim como a situação dos maronitas e outros.
Segundo o historiador brasileiro André Arthur Costa, os 70 cânones podem ser divididos em sete categorias de acordo com as matérias abordadas, como segue abaixo: 